# Байтерек (Жамбильський район)
Байтере́к (каз. Бәйтерек) — село у складі Жамбильського району Жамбильської області Казахстану. Входить до складу Каратобинського сільського округу.
У радянські часи село називалося Октябр.
Населення — 571 особа (2021; 962 у 2009, 347 у 1999, 499 у 1989).